# Null
Pour les articles homonymes, voir Null (homonymie) et Nil (homonymie).
Null (nil dans certains langages) est une valeur, une constante ou un mot clé présent dans de nombreux langages informatiques, et qui désigne l'état d'un pointeur qui n'a pas de cible ou d'une variable qui n'a pas de valeur. La notion de valeur ou de pointeur NULL est en particulier présente dans les langages C et C++ (ainsi que dans plusieurs langages dont la syntaxe est proche, comme Java, JavaScript, PHP, et C#).
En termes de bases de données, ce mot clef exprime le fait que la valeur d'une donnée n'est pas connue. Il ne s'agit donc pas d'une valeur mais de l'état dans lequel la donnée se trouve, et signifie l'absence de valeur.

## Variantes
Il existe des équivalents nommés différemment :
- Selon les langages, NULL s'écrit : NULL, Null, null ;
- Dans certains langages (Pascal, Lisp, Clos, Smalltalk, Ruby, Swift, Lua…), il est nommé nil ;
- En Python, l'équivalent de NULL est None ;
- En C++11, la constante 0 ou la macro-constante NULL sont dépréciées en faveur du mot-clef nullptr.

## C et C++
En C, NULL est défini dans plusieurs fichiers d'en-tête de la bibliothèque standard du C, notamment  <stddef.h>, <stdlib.h> et  <stdio.h>, et est un cast de 0 en void *,.
En C++, NULL est remplacé par la constante 0, mais il est toujours possible d'utiliser une macro constante NULL qui — à la différence de celle utilisée en C — ne doit pas être de type void* (les pointeurs vers des types différents étant incompatibles).
En C++11, le mot clef nullptr est introduit pour remplacer la constante 0 et la macro-constante NULL.
Voici un exemple de code montrant l'initialisation d'un pointeur à NULL, avant d'être utilisé pour stocker l'adresse d'une variable :
```
int
 
a
 
=
 
2
;
 
// Déclaration de la variable a de type int (entier) et initialisée avec 2

int
 
*
p
 
=
 
NULL
;
 
// Déclaration d'un pointeur sur un int qui vaut NULL

p
 
=
 
&
a
;
 
// L'adresse de a est affectée au pointeur p

*
p
 
=
 
5
;
 
// p est déréférencé pour affecter 5 à la variable a

```

La valeur réellement utilisée comme pointeur nul par le processeur peut, sur certains systèmes, être différente de l’adresse spéciale 0 ; cela relève de la mécanique interne aux compilateurs. Cependant au niveau du C, NULL représente toujours un zéro, et doit être utilisé uniquement dans le but de désigner un pointeur qui ne pointe sur rien ; en ce sens, parfois (et toujours en C++, où pointeurs et données sont clairement distincts), sa définition est agrémentée d'un type, ((void*)0) ou ((char*)0).

### Différence avec NUL
Bien que cela ne pose généralement pas de problème de compilation en C (car une conversion implicite a lieu), le pointeur NULL ne doit pas être confondu avec le caractère ASCII NUL (un seul L) correspondant à la constante littérale '\0' qui est utilisé pour marquer la fin d'une chaîne de caractères et a sur la majorité des systèmes une taille d'un octet (8 bits) plutôt que d'un mot (ex. 32 bits) :
```
// Si l'on définit la constante NUL ainsi :

#define NUL '\0'

// Les deux chaînes suivantes sont équivalentes:

const
 
char
 
str1
[]
 
=
 
"Hello"
;

const
 
char
 
str2
[]
 
=
 
{
'H'
,
'e'
,
'l'
,
'l'
,
'o'
,
NUL
};

const
 
char
 
vide
[]
 
=
 
{
NUL
};
 
// équivaut à "".

const
 
char
 
*
p
 
=
 
NULL
;
 
// p ne pointe sur rien.

p
 
=
 
vide
;
 
// p pointe vers le premier élément de la chaîne vide.

                            
// Chaîne de caractères de longueur nulle : p[0] vaut NUL.

```

## Java
Le langage Java ne permet pas l'emploi de pointeur mais de références.
Le mot clé null définit une référence nulle, c'est-à-dire ne désignant aucun objet en mémoire.
Il s'agit de la valeur par défaut des attributs de classe non initialisées de type référence d'objet.
Voici un exemple de code montrant l'initialisation d'une référence à null, avant d'être utilisée pour référencer un objet alloué :
```
Object
 
source
 
=
 
null
;
 
// Déclaration d'une référence d'objet initialisée à null

source
 
=
 
new
 
Object
();
 
// Maintenant référencer un objet alloué dynamiquement en mémoire

```

La libération mémoire en Java n'est pas explicite et se fait par le ramasse-miettes qui tourne en tâche de fond pour libérer périodiquement les objets qui ne sont plus référencés.
Lors de la réallocation d'un tableau ou d'un objet très volumineux, il peut être utile de mettre une référence à null avant d'allouer un nouveau tableau ou objet, dans le cas particulier d'une quantité de mémoire libre insuffisante, cela permet au ramasse-miettes de libérer la mémoire occupée par l'ancien objet pour allouer le nouveau.
```
int
[]
 
pixels
 
=
 
new
 
int
[
1200
*
960
]
;
 
// Ce premier tableau remplit presque toute la mémoire disponible.

pixels
 
=
 
null
;
 
// Permettra au ramasse-miettes de libérer la mémoire avant la création du tableau de la ligne ci-dessous.

pixels
 
=
 
new
 
int
[
1980
*
1080
]
;
 
// Ce nouveau tableau peut être créé, après la suppression du premier.

```

## PHP
En php, une variable de valeur NULL est considérée comme non-définie :
```
<?php

$a
=
NULL
;

if
(
isset
(
$a
))
 
{

    
echo
 
'$a est définie'
;

}
 
else
 
{

    
echo
 
'$a est indéfinie'
;

}

if
(
is_null
(
$a
))
 
{

    
echo
 
'$a est NULL'
;

}
 
else
 
{

    
echo
 
'$a n\'est pas NULL'
;

}

if
(
isset
(
$b
))
 
{

    
echo
 
'$b est défini'
;

}
 
else
 
{

    
echo
 
'$b est indéfini'
;

}

if
(
is_null
(
$b
))
 
{

    
echo
 
'$b est NULL'
;

}
 
else
 
{

    
echo
 
'$b n\'est pas NULL'
;

}

```

Affiche :
$a est indéfinie.
$a est NULL
$b est indéfini
$b est NULL

## NULL, Typage et Méta-modélisation
Soient deux types A et B distincts (et sans rapport)
```
A a = null;
B b = null;
```

La modélisation correcte d'un système de types rendant ces deux affections valables implique que null possède un type sous-type union de A et B : None.
None est un type singleton ayant comme seule valeur possible null défini comme l'union de tous les types du programme. Comme ce type n'est pas modélisable sans une forme spéciale du langage et que son utilité est limitée (il n'accepte qu'une seule valeur, null ), peu de langages à typage statique le proposent.
Si on s'intéresse aux langages à objets, et qu'on pose comme première approximation du système de type :
```
type = classe
```

Alors la classe de null (étrangement tous ces langages utilisent plutôt la forme nil) devient la classe singleton None, sous-classe de toutes les classes ayant pour seule instance null. Pour garantir un fonctionnement cohérent avec le comportement des envois de messages sur null, toutes ces méthodes doivent être redéfinies par l'envoi d'une exception NullPointerException.
Bien qu'en théorie la valeur null puisse être quelconque, en pratique tous les langages utilisent la valeur 0. Cette valeur est non adressable et toute tentative d'accès provoque une erreur de segmentation. Si l'on veut proprement lever une exception, on doit protéger tous les envois de messages par un test à null. Un bon compilateur ne génèrera pas ces tests dans les cas où le receveur est trivialement non null (cas des self, this, super et autres) et dans certains autres cas.

## Périphérique nul
Dans les systèmes UNIX, /dev/null est un fichier spécial qui détruit immédiatement toutes les données qui lui sont envoyées. Pour cette raison, ce fichier est appelé le « trou noir » ou encore la « poubelle ».
Les systèmes d'exploitation Microsoft utilisent un fichier spécial appelé NUL: ou NUL.